# Eupteryx alticola
Eupteryx alticola är en insektsart som beskrevs av Ribaut 1936. Eupteryx alticola ingår i släktet Eupteryx och familjen dvärgstritar. Enligt den finländska rödlistan är arten akut hotad i Finland. Artens livsmiljö är åsmoskogar. Inga underarter finns listade i Catalogue of Life.